# SolarCity (Unternehmen)

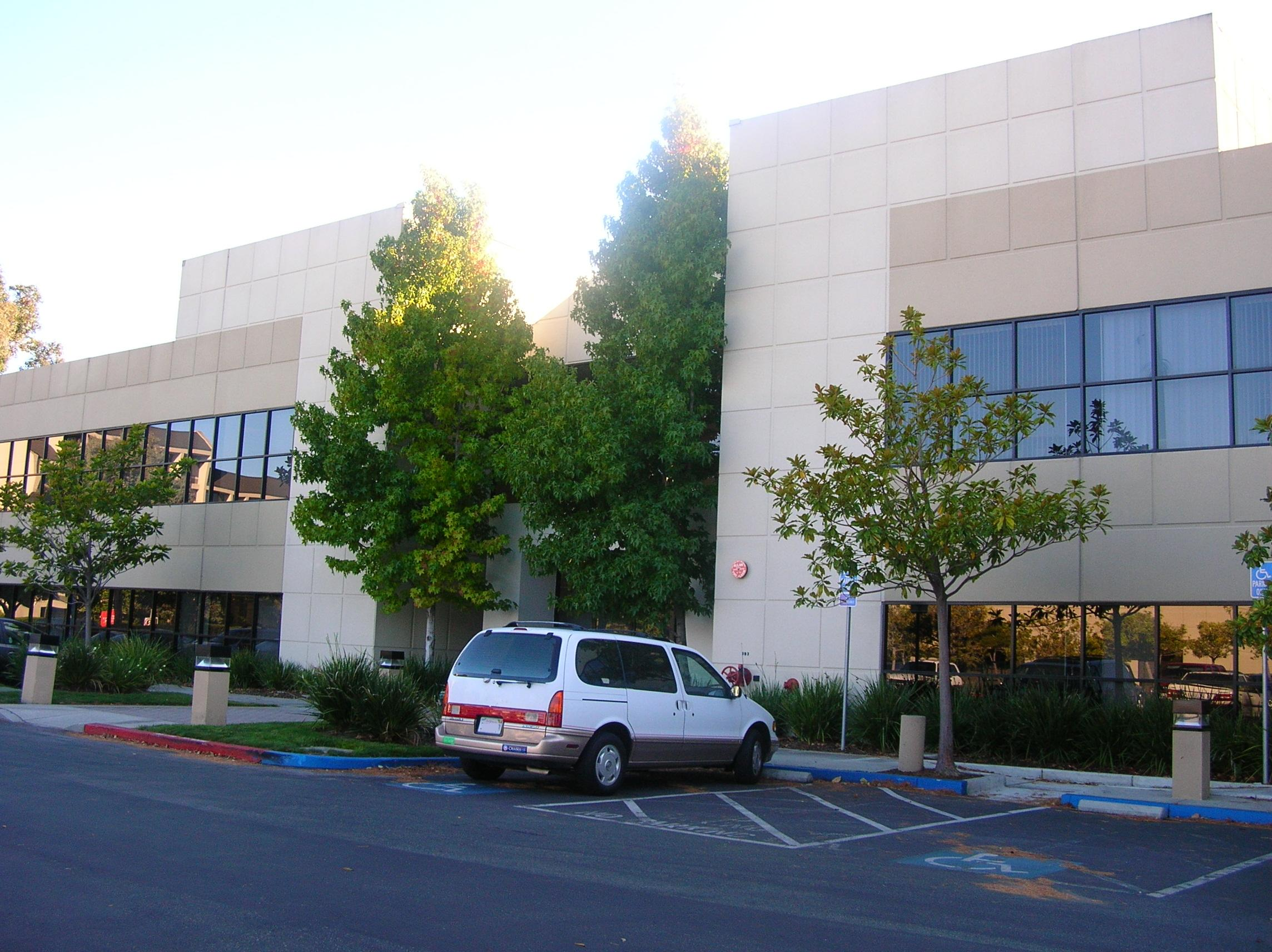
Eine Niederlassung von SolarCity in Foster City, Kalifornien

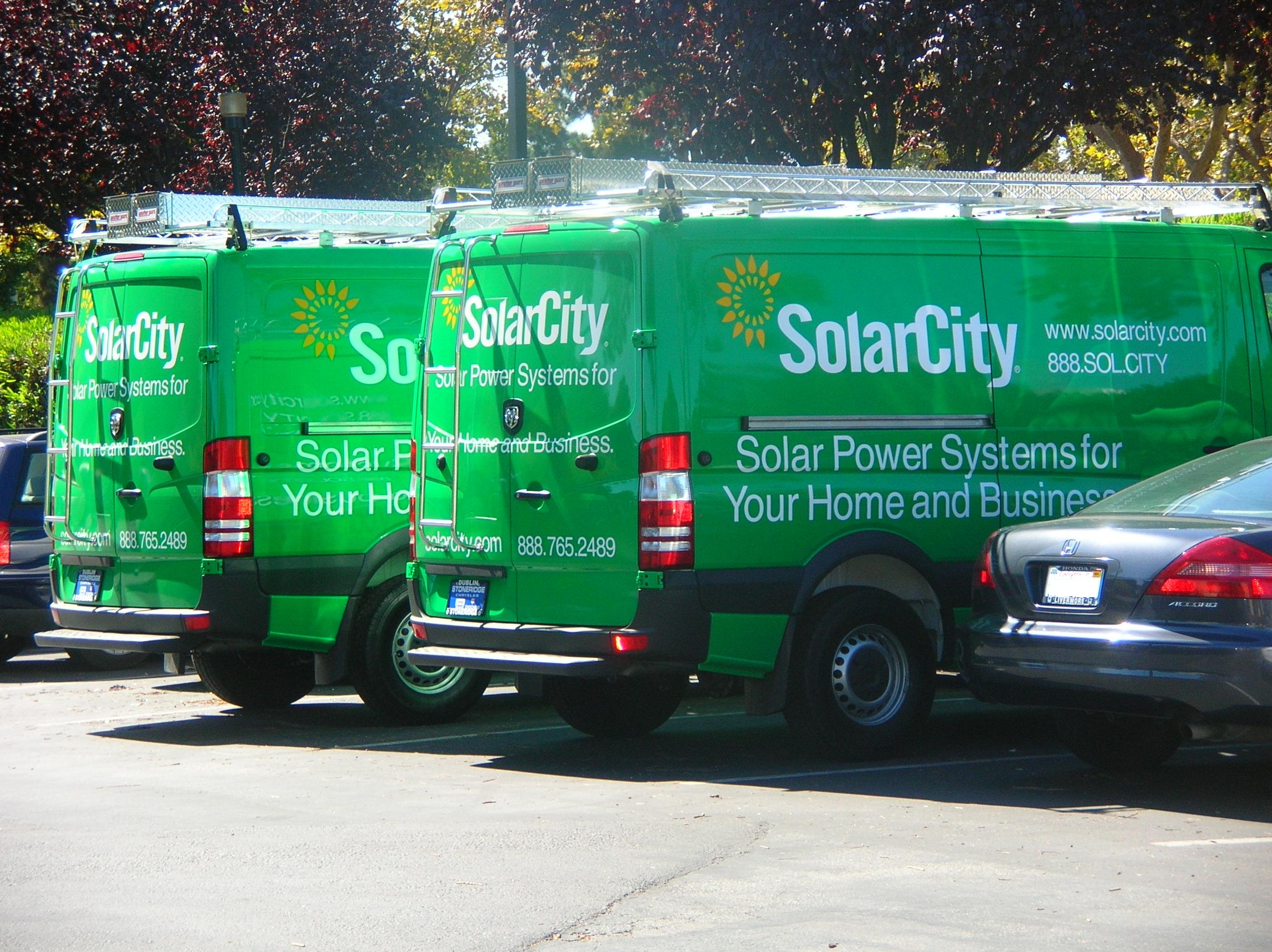
Montagefahrzeuge mit dem SolarCity-Logo

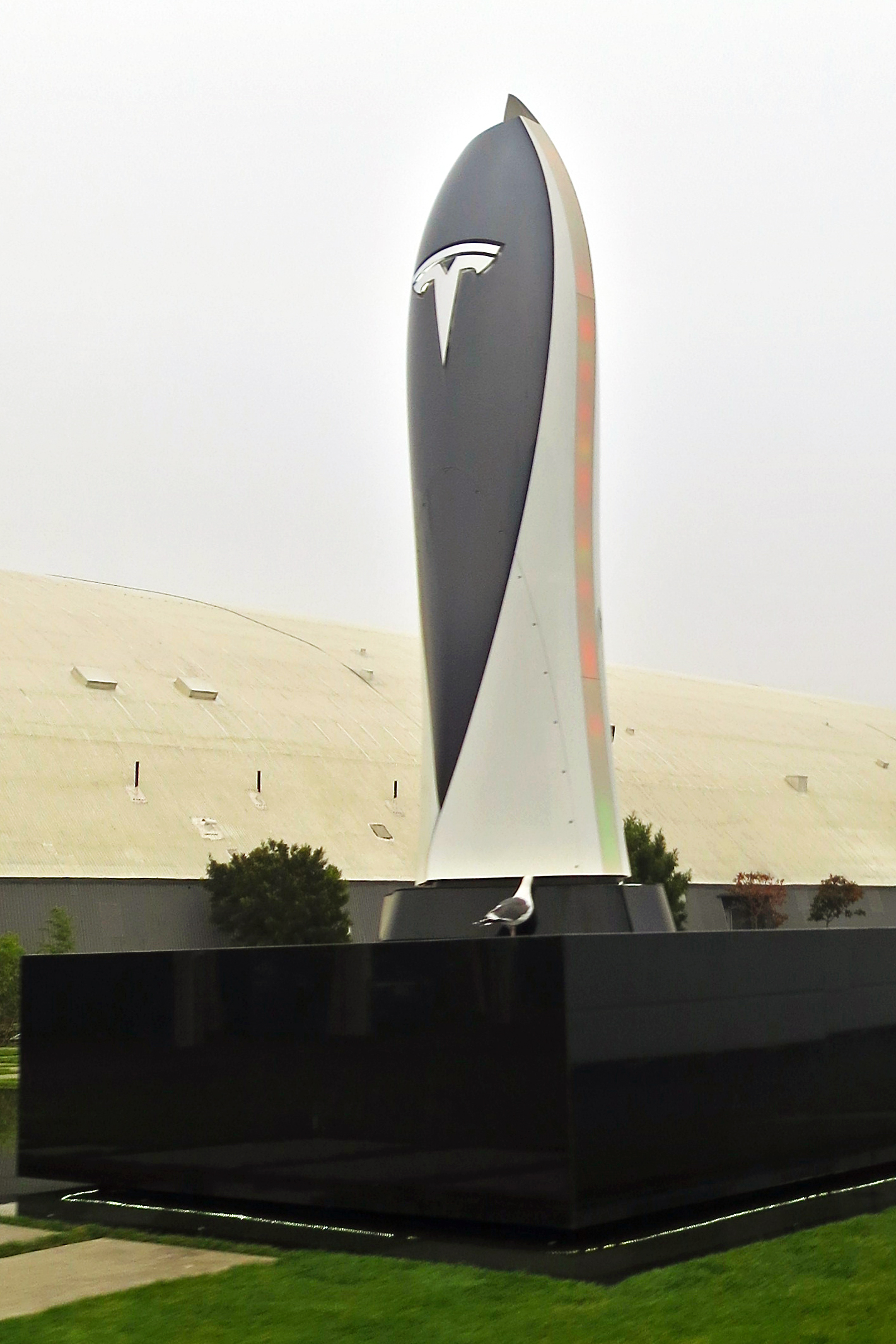
Tesla-Obelisk auf der von SolarCity betriebenen Superchargerstation in Kalifornien

SolarCity, Corp. war eine US-amerikanische Aktiengesellschaft (delisted) mit Hauptsitz in San Mateo, Kalifornien, die Photovoltaikanlagen konzipierte, vertrieb, installierte und auf Wunsch auch finanzierte, vermietete und betrieb. Im Besonderen stellte sie Photovoltaik-Dachziegel her. Außerdem lieferte sie Strom und plante, installierte und betrieb Ladestationen für Elektroautos. Das Unternehmen wurde 2016 von Tesla übernommen und ist in der Tesla Energy Operations, Inc aufgegangen.

## Geschichte
Die Gründung des Unternehmens 2006 geht auf einen Vorschlag von Elon Musk an seine Cousins Lyndon und Peter Rive zurück, die es operativ führten. Musk investierte in Solar City einen Teil seines Vermögens, das er mit dem Verkauf seiner Anteile an PayPal verdient hatte, um seine Vision einer umweltfreundlicheren, sonnenbasierten Energieversorgung der USA voranzutreiben.
Anfang 2013 war SolarCity mit 333 Megawatt installierter Solarstromleistung das zweitgrößte US-Unternehmen auf diesem Gebiet (hinter First Solar und vor E Light Wind and Solar und Quanta Power Generation). Das Unternehmen war Ende 2013 mit 31 Niederlassungen in 14 US-Staaten tätig. Neben einigen zehntausend Eigenheimbesitzern gehörten zu den Kunden auch über 100 Schulen und Universitäten, darunter die Stanford University, die U.S. Armed Forces und das Department of Homeland Security, sowie Großunternehmen wie eBay, Intel und Walmart.
Im Jahr 2015 installierte SolarCity 502 Megawatt und stand in den USA damit an dritter Stelle hinter First Solar (1023 Megawatt) und Mortenson Construction mit 512 Megawatt.
Im Jahr 2016 installierte SolarCity auf der Insel Taʻū in Amerikanisch-Samoa eine Anlage zur Deckung der Stromversorgung auf eine umweltfreundlichere Weise, da die Insel zuvor mittels Dieselgeneratoren ihre Versorgung deckte. Die Solaranlage lieferte 1,4 Megawatt und die Energie wurde in 60 Tesla-Powerpacks mit einer Gesamtkapazität von 6 Megawattstunden gespeichert.
Zum 21. November 2016 wurde das Unternehmen von Tesla für 2,6 Milliarden US-Dollar übernommen. Nach eigener Aussage hatte es bis dahin mehr als 300.000 Häuser mit einer Solaranlage ausgestattet.

## Erwerb des Montagesystemherstellers Zep Solar
Im Oktober 2013 erwarb Solar City zum Preis von 158 Millionen US-Dollar seinen Lieferanten von Montagetechnik Zep Solar. Das 2009 gegründete Unternehmen wird als selbständige Geschäftseinheit weitergeführt.
Lyndon Rive begründete den Kauf gegenüber Bloomberg wie folgt: 

“Without Zep it would take us two to three days to install a typical rooftop. With it we’re down to a single day and it looks better on the roof.”

„Ohne Zep würden wir zwei oder drei Tage brauchen, um eine typische Dachanlage zu installieren. Mit reicht uns ein einziger Tag und es sieht auf dem Dach besser aus.“

### Geschichte von Zep Solar
Zep Solar wurde 2009 von Jack West, Christina Manansala und Daniel Flanigan mit Unterstützung des Investmentunternehmens Aquillian Investments aus dem Silicon Valley gegründet. Das Ziel des Unternehmens war die Entwicklung und Produktion von soliden und sehr leicht handhabbaren Montagerahmen und Verbindungselementen für Solarpaneele für alle möglichen Dachformen oder sonstige Montageorte. Durch erhebliche Senkung der Montagekosten sollte ein Beitrag zur Förderung der Energiewende hin zu erneuerbaren Energien geleistet werden. 2013 produzierte Zep Solar ein breites Angebot an Montageelementen und hatte außerdem Lizenzen an 12 Hersteller von Solarmodulen (für Rahmen) und Solarpaneelhersteller vergeben.